# Den Evert
Den Evert is een halfopen standerdmolen die zich bevindt aan de Einhoutsestraat te Someren. De molen heeft dienstgedaan als korenmolen en had oorspronkelijk een voor- en achtermolen, waarvan nu alleen de voormolen nog aanwezig is. De voormolen heeft 17der (150 cm doorsnee) kunststenen en een viertaksrijn.
De molen stamt oorspronkelijk uit 1543 en was toen een banmolen van de Abdij van Postel. Ze stond oorspronkelijk nabij Sluis XI aan de Zuid-Willemsvaart. De molen werd in 1738 verbouwd en in 1767 werd ze verkocht aan Evert van der Grinten, waaraan de molen haar naam te danken heeft.
De nazaten van Evert hebben de molen tot 1915 in bezit gehad. Later raakte de molen buiten gebruik en in 1954 werd ze gerestaureerd. Maar vlak voordat ze werd opgeleverd werd ze beschadigd door storm. In 1955 kwam de molen alsnog gereed maar ze raakte langzaam weer in verval.
In 1978 werd de molen verplaatst naar de huidige locatie, ten westen van Someren, nabij de oefenplaats van het schuttersgilde. Er werd door vrijwillige molenaars op de molen gemalen maar in oktober 2008 moest de molen worden stilgezet omdat de standerd in slechte staat bleek te zijn.
In september 2009 werd de molenkast van standerdmolen Den Evert in zijn geheel van het onderstel gehesen omdat de standerd flink was aangetast. Een grondige restauratie was nodig om de molen, oorspronkelijk uit 1543, zonder gevaar nog draaiende te houden. Zo is de standerd versterk met een niet zichtbare ijzeren paal om de bewerkte buitenkant te kunnen behouden. Zo is de standerd versierd met een 75 cm hoge levensboom met daarin de inscripties 1843 PVDB en 1854 GVDB. Verdere inscripties zijn o.a.:
- ANDREAS WILLEM
- ADRIAAN DE LOUW 1765
- IM 1763/ANTON PELLEMANS
- MARTINVS VAN DER GRINTEN
- PETER TRENN 1763 (met daaronder een hart)/PT/AWK 1843
- PETER LINSEN
- IAN MANDERS 1763

Na de restauratie is alles weer op z’n plaats gezet, het dak van de molenkap is vernieuwd en de buitenkant heeft een grondige schilderbeurt gehad. In de omgeving van de molen zijn er bomen geruimd om meer wind toe te laten, zodat er bij meer windrichtingen gedraaid kan worden.
Op zaterdag 8 mei 2010, de Nationale Molendag, werd de molen heropend.
De houten, 5,65 m lange bovenas heeft in 1953 een gietijzeren insteekkop van de firma Smulders uit Utrecht gekregen. Ook heeft de bovenas een ijzeren pen.
Het gevlucht is Oud-Hollands opgehekt. Als roeden zijn twee binnenroeden gebruikt, hetgeen nergens anders voorkomt. De roeden zijn geklonken ijzeren roeden van de firma Pot en gemaakt in 1882 (binnenroede) en 1889 (buitenroede). Daarvoor had de molen geklonken roeden van de firma Fransen.

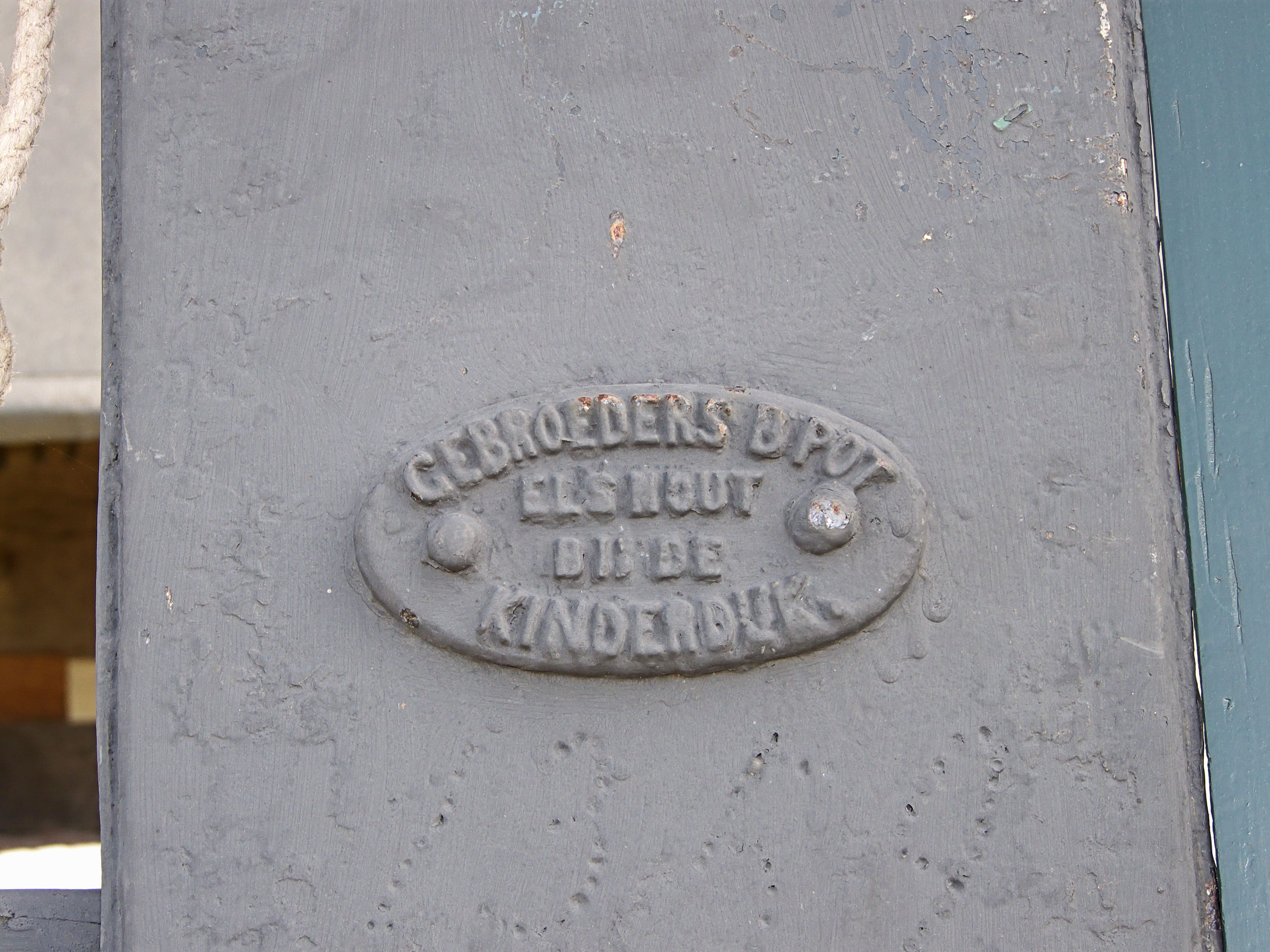
Roeplaatje met roenummer 1359 uit 1882

Het bovenwiel heeft aan de achterzijde een tandkrans, waarvan de kammen verdwenen zijn. De tandkrans was voor de aandrijving van de achtermolen. Op de plooistukken van het bovenwiel staat gebeiteld: ONSE HULPE KOMT VAN DENGEENEN DIE HEMEL EN AARDE GEMAAKT HEEFT ANNO 1738, waarbij de N gespiegeld staat.
De vang is een scharnierende, Vlaamse vang met een houten sabelijzer en een binnenvangstok.

## Overbrengingen
- De overbrengingsverhouding is 1 : 5,6.
- Het bovenwiel heeft 78 kammen. De steek, de afstand tussen de staven, is 12,5 cm.
- De achterkrans voor de aandrijving van de verdwenen achtermolen heeft 78 kammen en een steek van 12 cm.
- Het steenrondsel van de voormolen heeft 14 staven. Het steenrondsel draait hierdoor 5,6 keer sneller dan de bovenas.
- Het varkenswiel van het luiwerk heeft 20 kammen.

## Fotogalerij

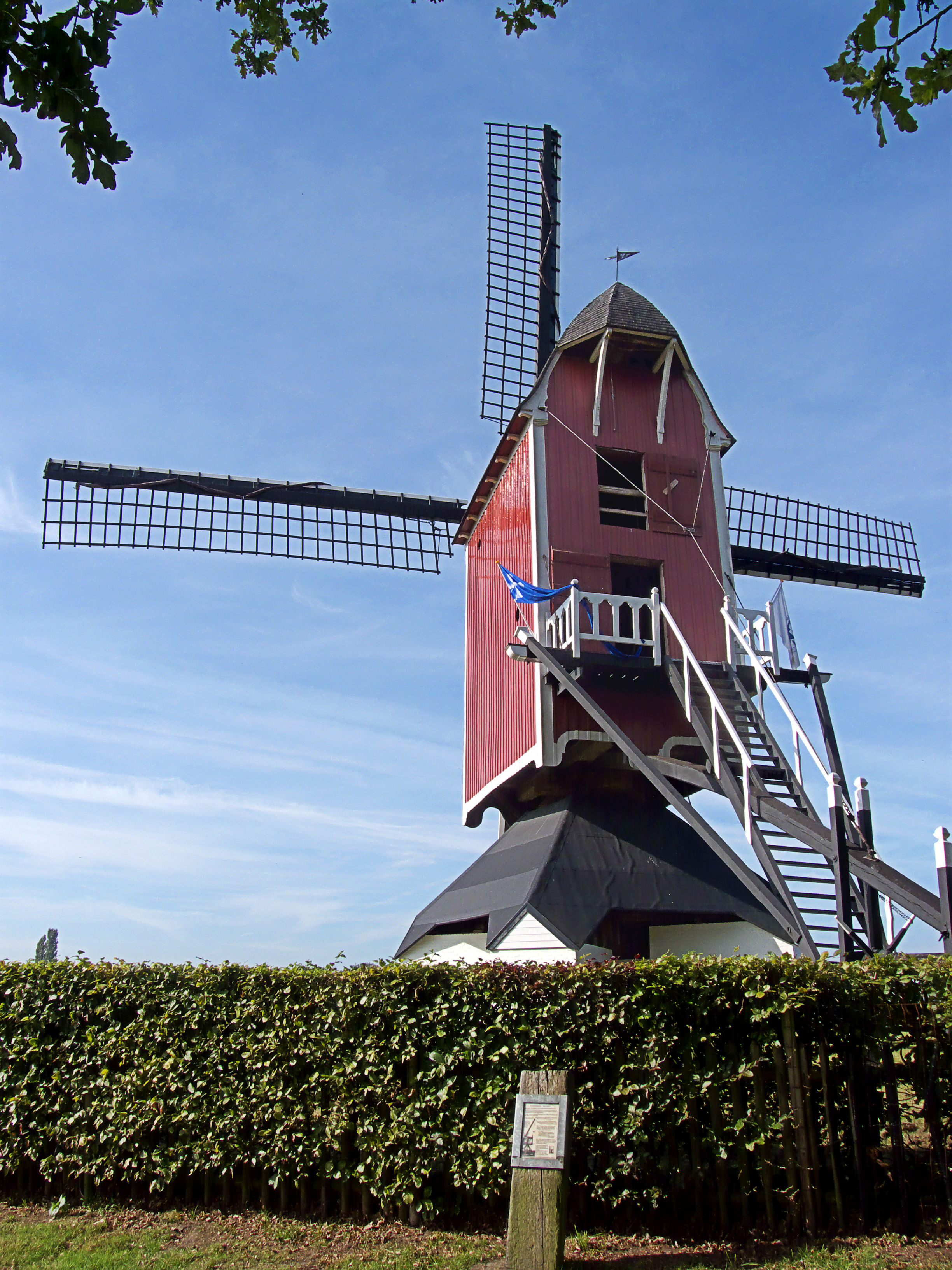
24 september 2011
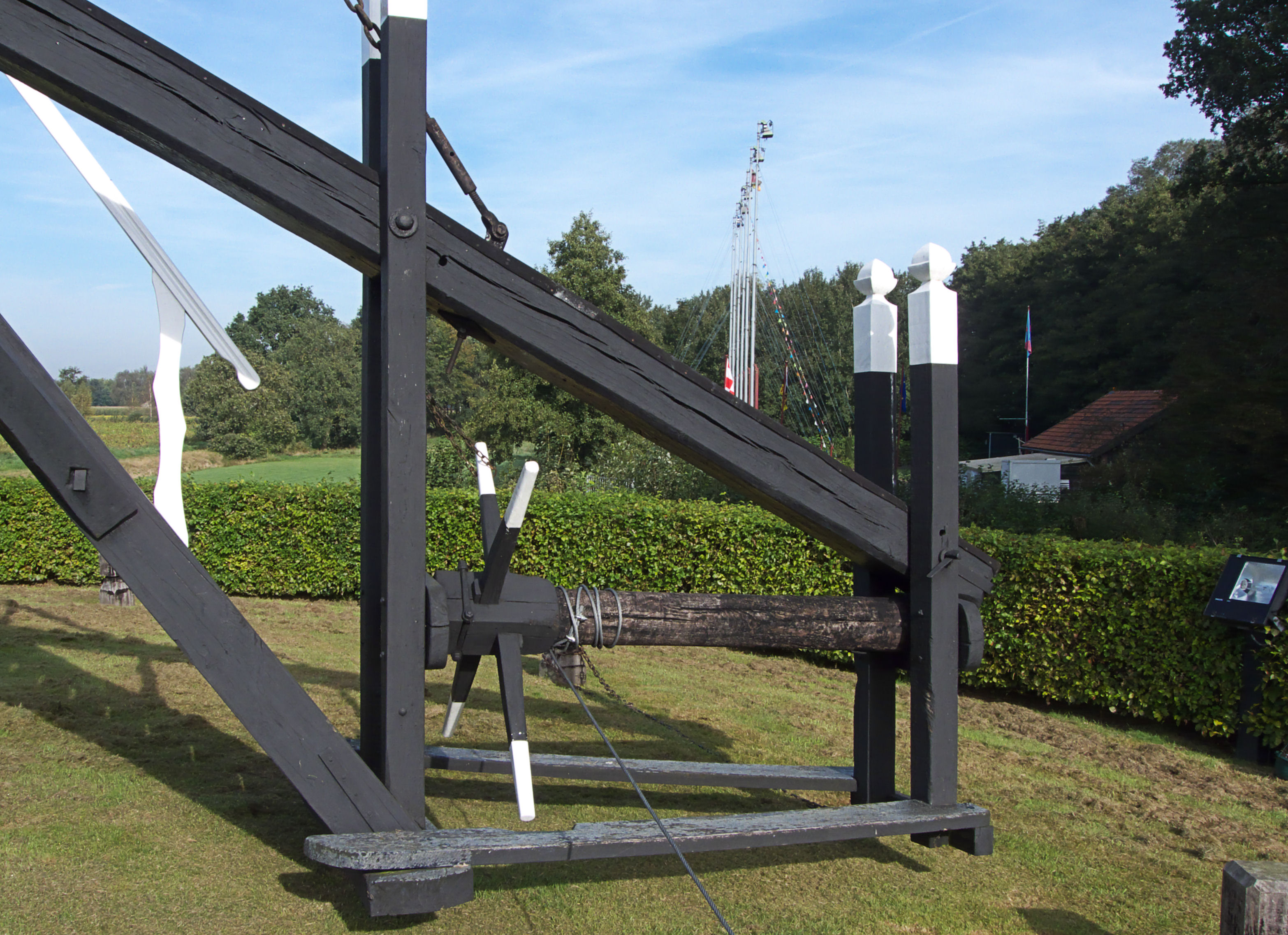
kruibank met windkoppel
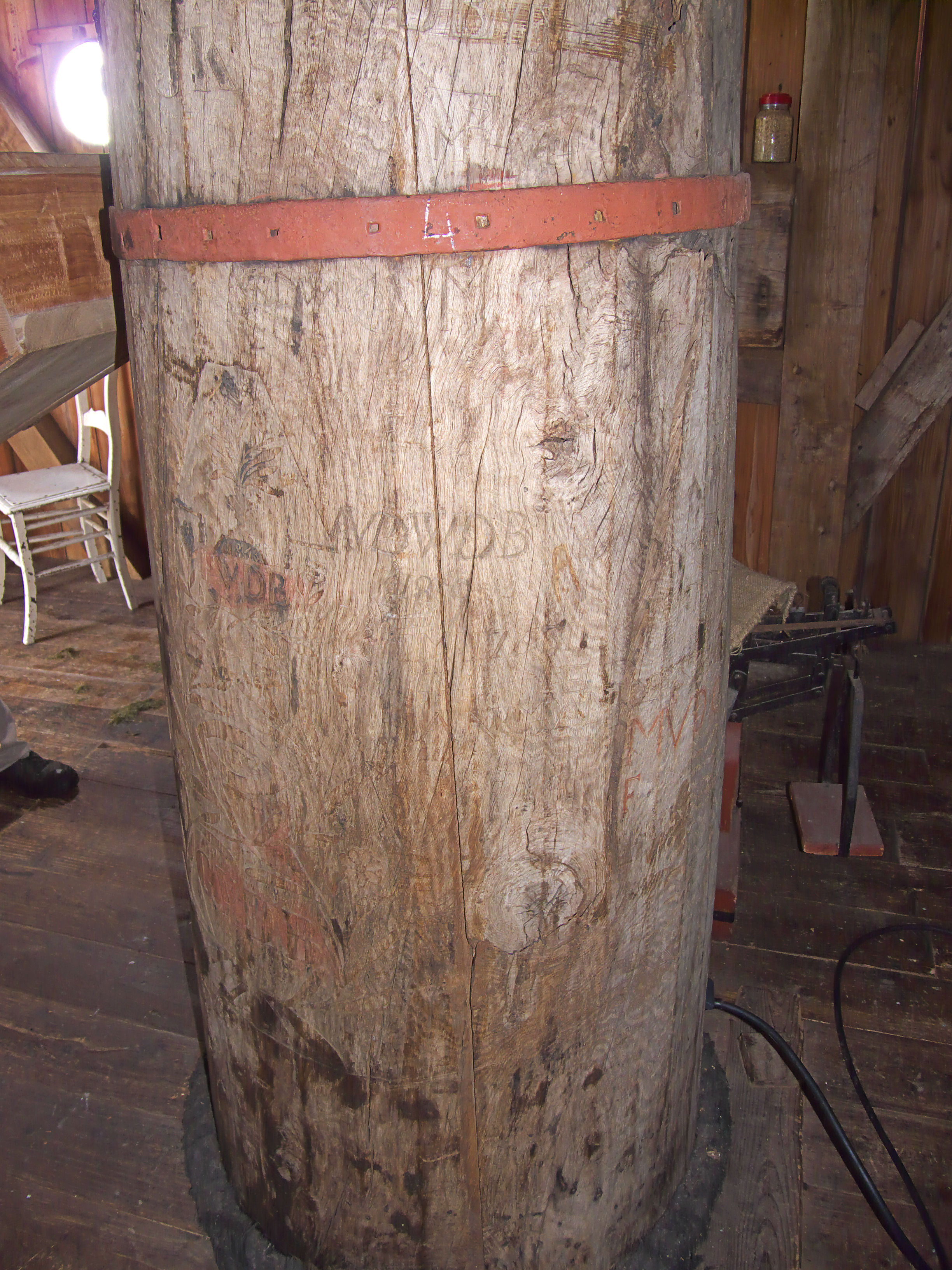
Standerd met levensboom
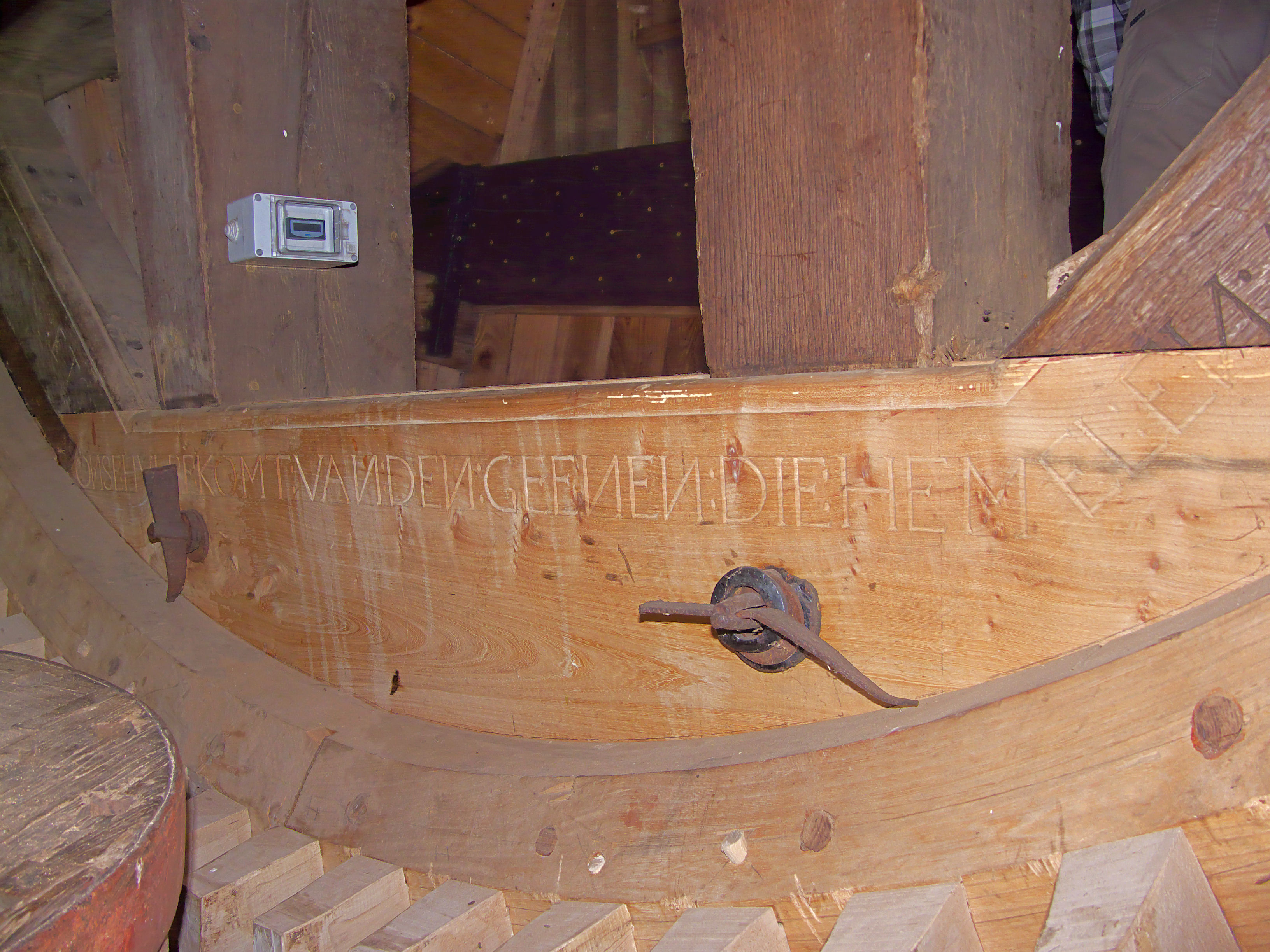
ONSE HULPE KOMT VAN DENGEENEN DIE HEMEL
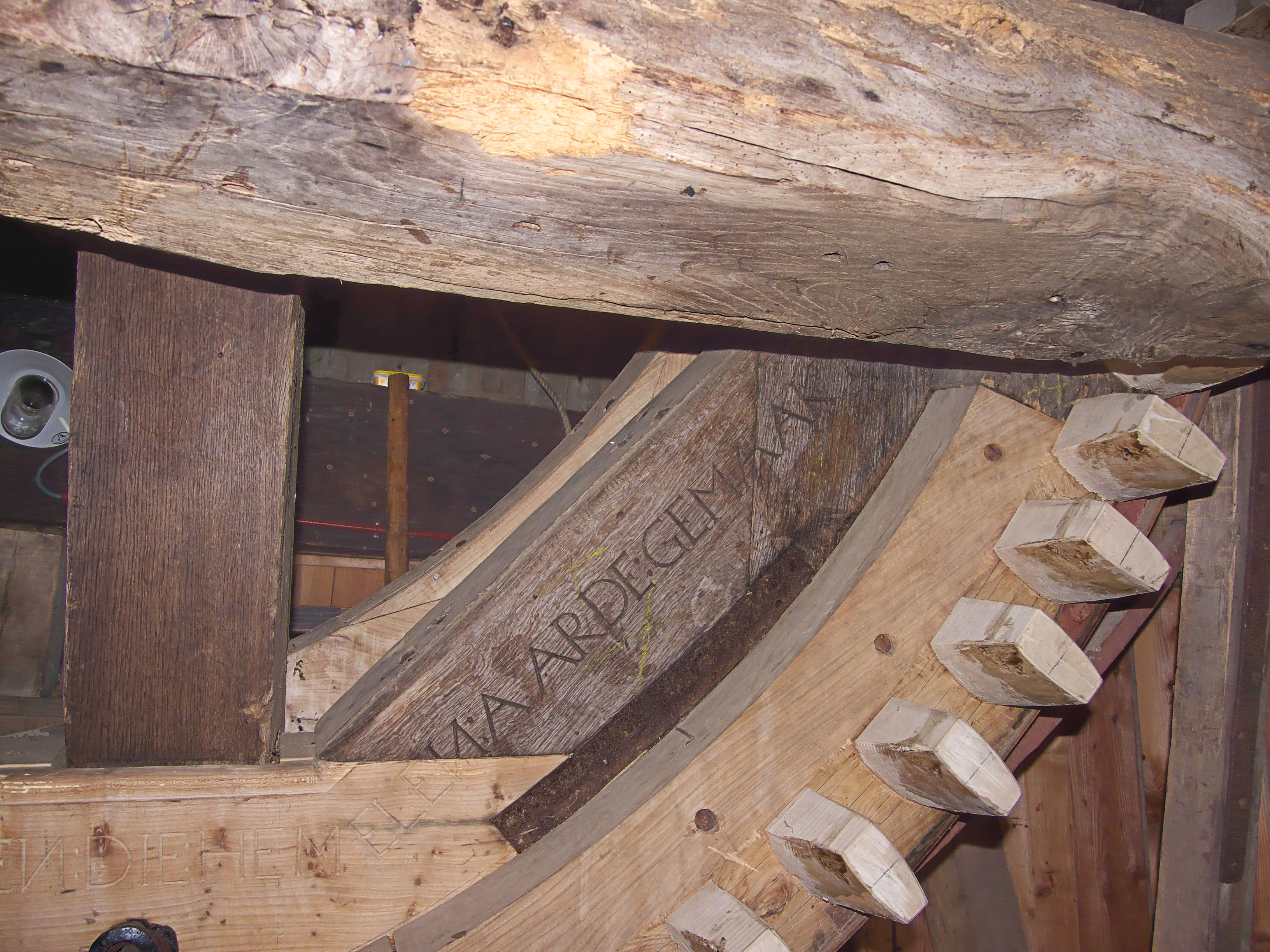
EN AARDE GEMAAKT
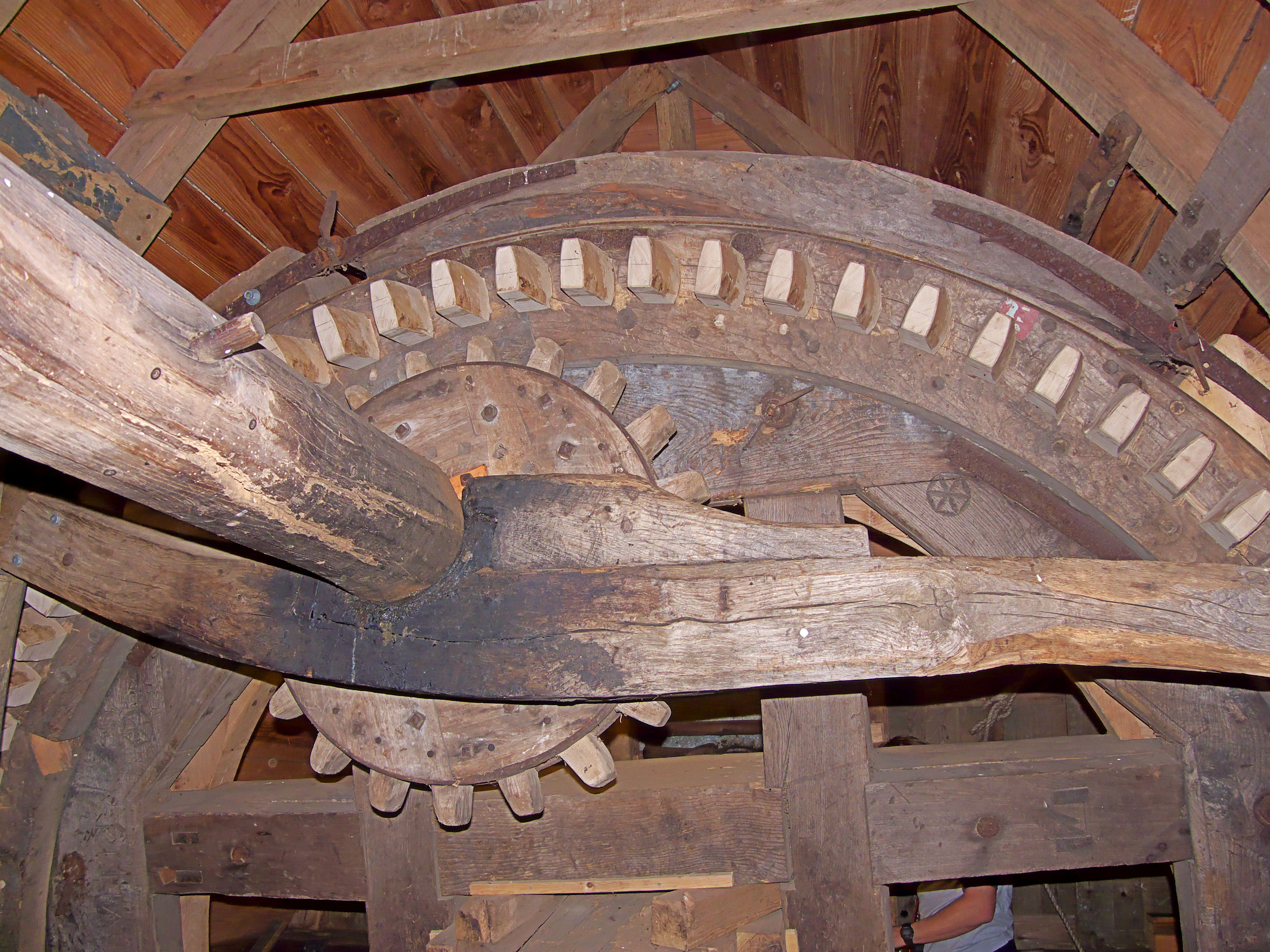
Varkenswiel van luiwerk
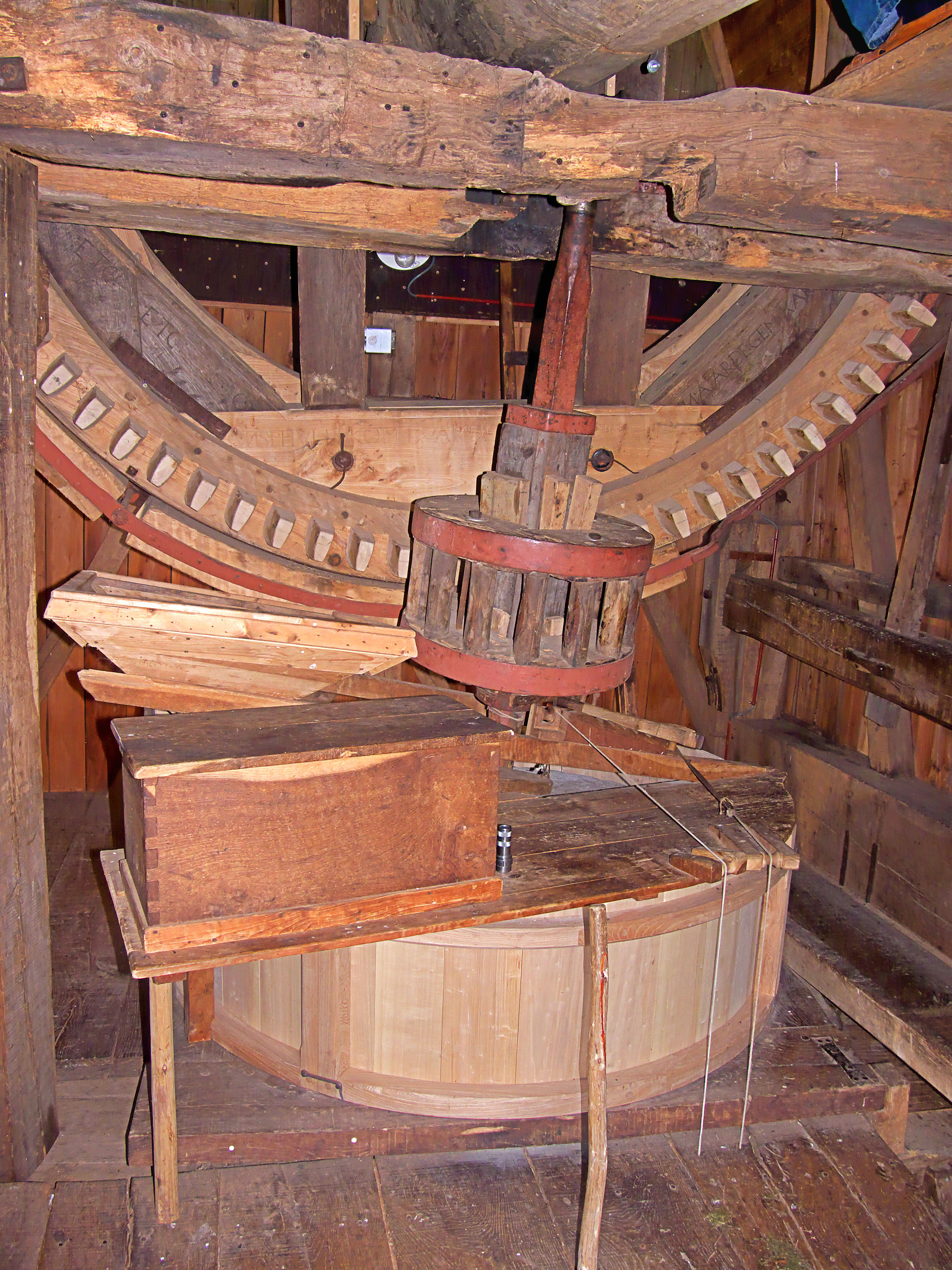
Voormolen
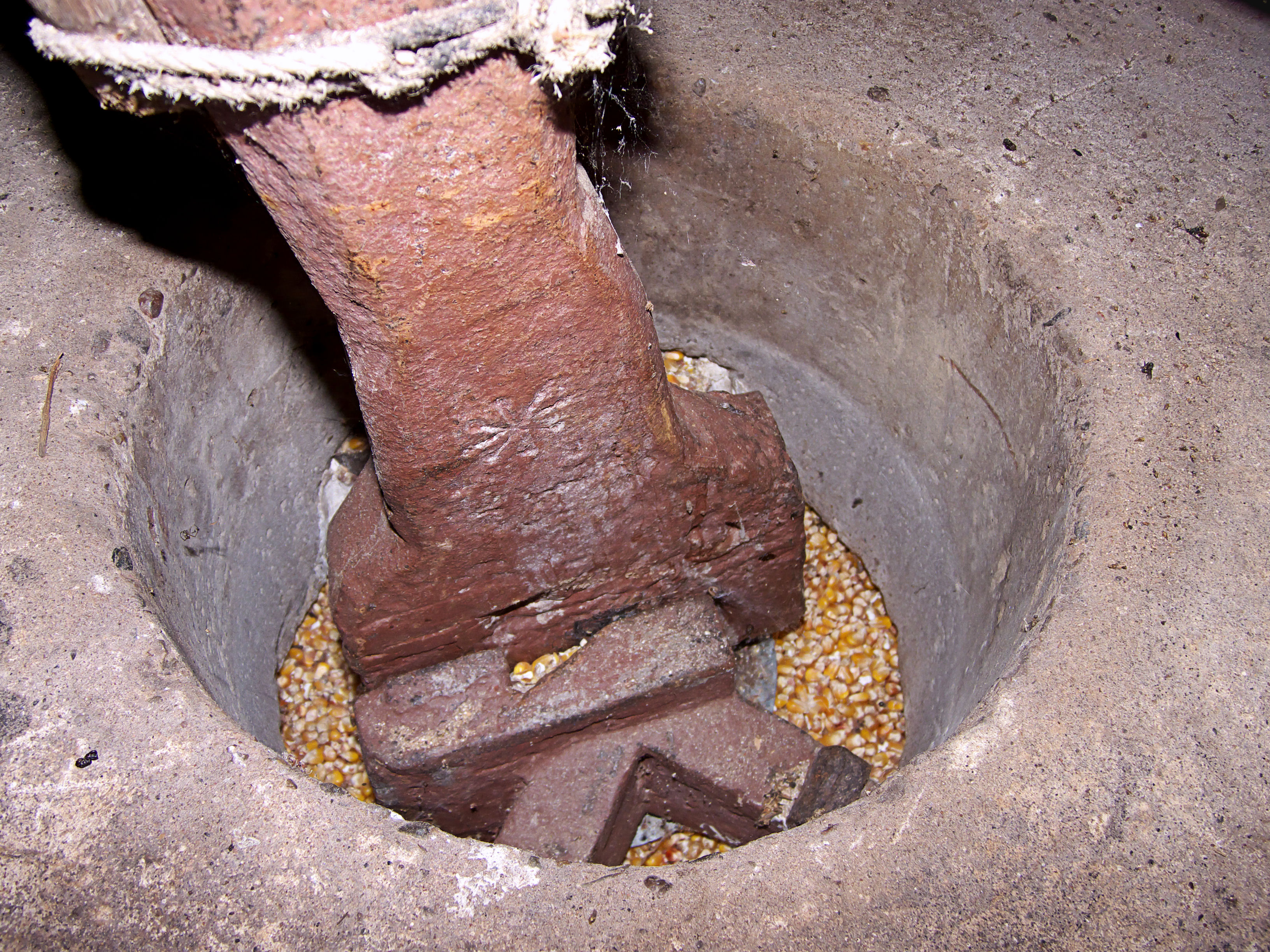
Viertaksrijn
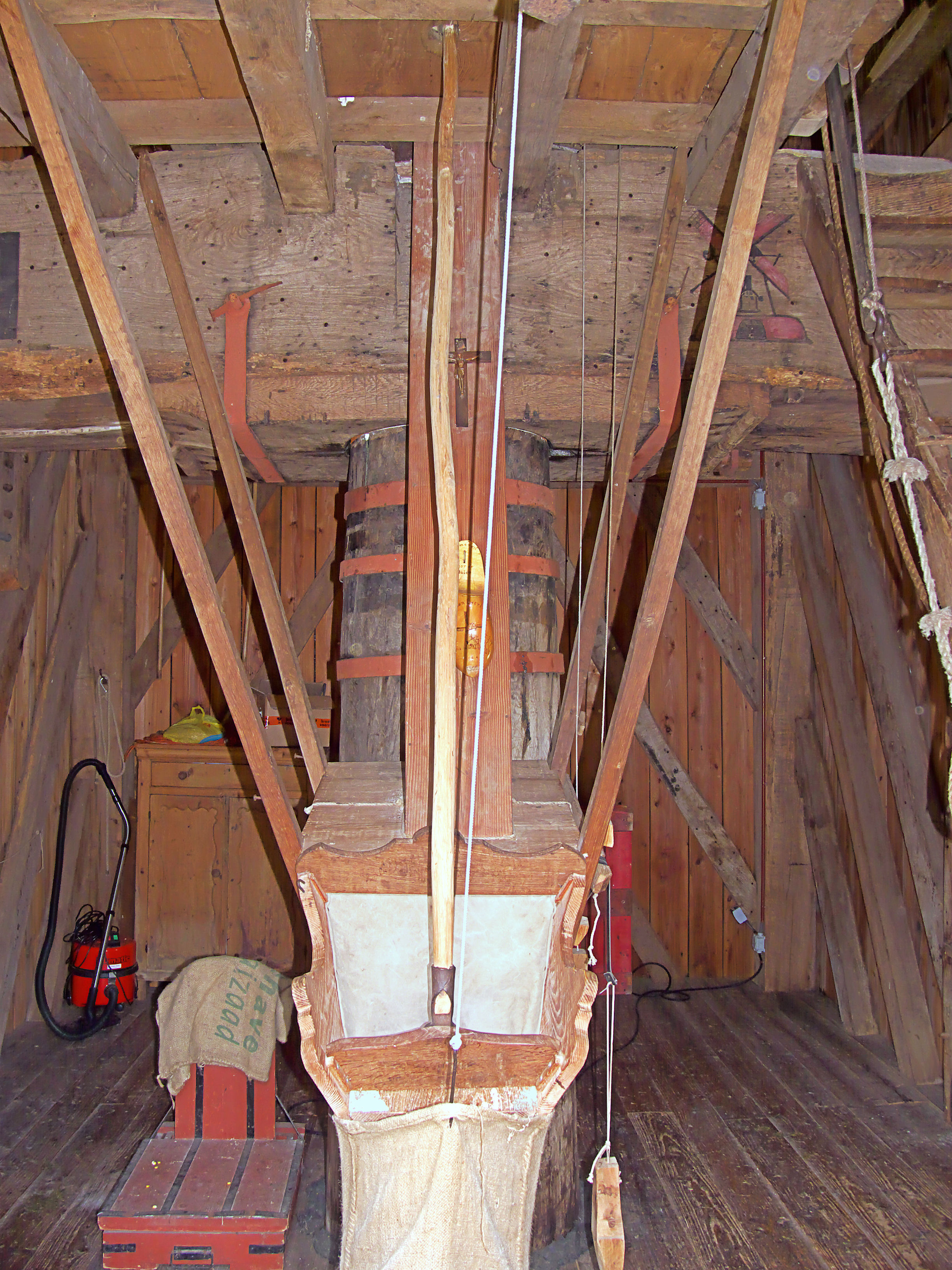
Meelpijp en scheistok met scheiplank